# Уммерштадт
Уммерштадт (нем. Ummerstadt) — город в Германии, в земле Тюрингия. 
Входит в состав района Хильдбургхаузен. Подчиняется управлению Хельдбургер Унтерланд.  Население составляет 500 человек (на 31 декабря 2010 года). Занимает площадь 15,70 км². Официальный код  —  16 0 69 052.

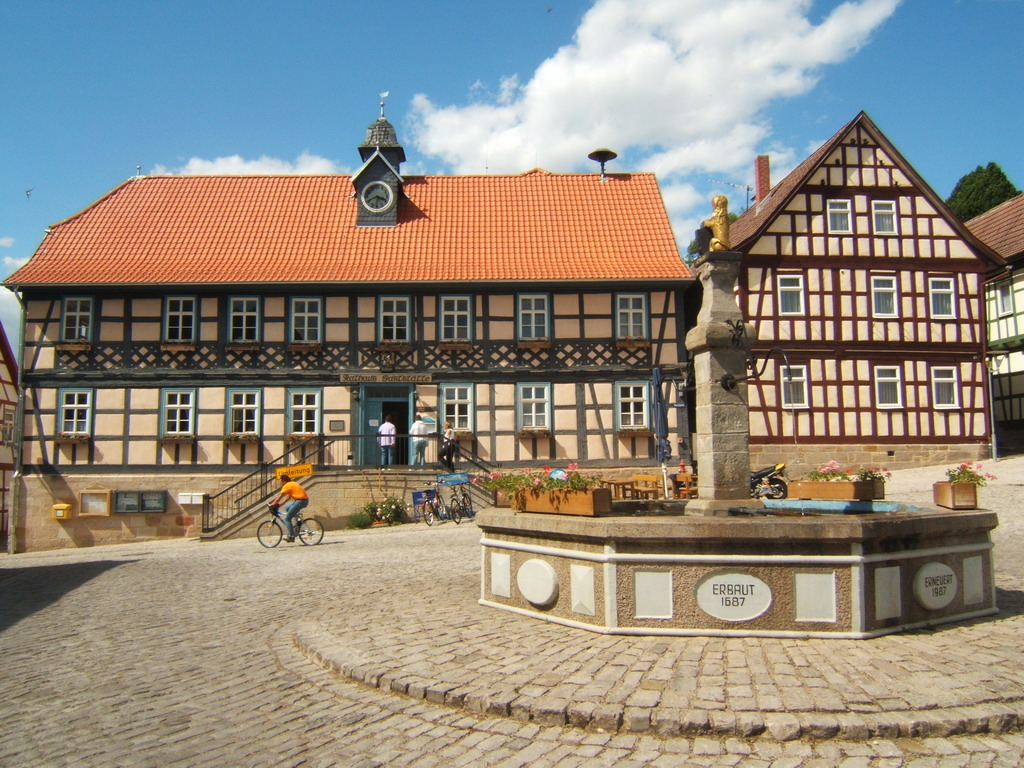
Уммерштадт